# ديتو ماريانو
ديتو ماريانو (بالإيطالية: Detto Mariano)‏ (27 يوليو 1937 - 25 مارس 2020) هو ملحن وموزع، وشاعر غنائي، وعازف بيانو، ومنتج وناشر مُوسيقي من إيطاليا.

## سيرته
وُلد ماريانو في مونتي أورانو، وبدأ حياته المهنية في عام 1958 مع «عشيرة سيلينتانو» أدريانو سيلينتانو، ولوحة مفاتيح في مجموعته مع "I Ribelli"، وهو غنائي أحيانًا ومُنظم رسمي لجميع أغاني العشيرة 1962 و 1967. كما تعاون مع Lucio Battisti ،Mina ،Milva ،Equipe 84. ثم ركز على تجميع العديد من الموسيقى التصويرية للفيلم، وخاصة الأفلام الكوميدية.
في 25 مارس 2020، توفي ماريانو مرض فيروس كورونا 2019 عن عمر يناهز 82 عامًا.

## روابط خارجية
- ديتو ماريانو على موقع IMDb (الإنجليزية)
- ديتو ماريانو على موقع ميوزك برينز (الإنجليزية)
- ديتو ماريانو على موقع أول ميوزيك (الإنجليزية)
- ديتو ماريانو على موقع ديسكوغز (الإنجليزية)
- ديتو ماريانو على موقع قاعدة بيانات الفيلم (الإنجليزية)
- ديتو ماريانو في قاعدة بيانات الأفلام على الإنترنت
- ماريانو Detto في Discogs